# Scholymbet
Scholymbet (russisch und kasachisch Жолымбет Jolymbet) ist ein Dorf in Kasachstan. Es liegt in der Region Aqmola im zentralen Teil des Landes, 70 km nördlich der Hauptstadt Astana. Scholymbet liegt 329 Meter über dem Meeresspiegel und hat 6876 Einwohner. Scholymbet wurde 1932 als Siedlung aufgrund der Eröffnung einer Goldmine gegründet.
Das Gelände um Scholymbet ist flach und neigt sich nach Norden. Das Gebiet um Scholymbet ist mit 7 Einwohnern pro Quadratkilometer sehr dünn besiedelt und besteht hauptsächlich aus Grasland. Es gibt keine anderen Gemeinden in der Nähe. 